# Limnophila otwayensis
Limnophila otwayensis är en tvåvingeart som beskrevs av Alexander 1934. Limnophila otwayensis ingår i släktet Limnophila och familjen småharkrankar. Inga underarter finns listade i Catalogue of Life.